# 기타가타정 (사가현)
기타가타정(일본어: 北方町)은 일본 사가현의 거의 중심부에 위치했던 정이다.  2006년 1월 1일에 인접했던 다케오시, 야마우치정과 합병해 새로운 다케오시가 되었다.
일본 국내에는 미야자키현 기타카타정(기타카타초)(현 노베오카시)와 기후현 기타카타정(기타카타초)가 있지만, 읽는 방법은 모두 다르다.

## 역사
에도 시대에는 나가사키 가도가 통과하고 있으며, 현재의 마을 지역 내에 역이 설치되어 있었다. 메이지 시대에는 세키탄공업이 개발되어 석탄 산업으로 번창했지만, 1960년대에 폐광되었다.
- 1889년 4월 1일 - 정촌제 시행에 의해 기타카타촌, 하시시타촌이 성립하였다.
- 1944년 4월 29일 - 정으로 승격해 기타가타정이 되었다.
- 1956년 4월 1일 - 하시시타촌을 분립해 기타카타정과 시로이시정에 편입되었다.
- 2006년 3월 1일 - 다케오시, 야마우치정과 합병해 새로운 다케오시가 되어 소멸하였다.

## 교통

### 철도
- 규슈 여객철도 사세보 선

### 도로
- 나가사키 자동차도
- 국도 34호선